# Palygorskita
La palygorskita és un mineral de la classe dels silicats (fil·losilicats). Va ser descoberta l'any 1862 en una mina a les muntanyes Urals prop de la localitat de Palygorskaya del krai de Perm, Rússia, sent nomenada així per aquesta localitat. Pertany i dona nom al grup de la palygorskita. Un sinònim d'aquesta espècie és attapulgita.

## Característiques
La palygorskita és un fil·losilicat de magnesi, hidroxilat i hidratat. Cristal·litza en el sistema monoclínic, i el seu hàbit és d'aspecte asbestiforme. No ha de ser confosa amb la sepiolita, encara que estudis recents indiquen que ambdues podrien tenir la mateixa composició. A més dels elements de la seva fórmula, (Mg, Al)₅(Si,Al)₈O20(OH)₂·8H₂O + 2H₂O, sol portar impureses de ferro i potassi.

## Formació i jaciments
Apareix com a mineral secundari producte de l'alteració de silicats de magnesi en sòls i en sediments. També s'ha trobat en margues lacustres, en roques de carbonat i en roques ígnies màfiques. S'ha descrit en argila associada a un moviment de falla. Sol trobar-se associada a altres minerals com: calcita, dolomita, talc, clorita, quars, calcedònia, òpal o montmoril·lonita.

## Grup de la palygorskita
El grup de la palygorskita de minerals és un grup format per cinc espècies, estretament lligat amb el grup sepiolita.
| Espècie                                  | Fórmula                                        |
| ---------------------------------------- | ---------------------------------------------- |
| Palygorskita                             | (Mg, Al)₅(Si,Al)₈O20(OH)₂·8H₂O + 2H₂O          |
| Tuperssuatsiaïta                         | Na₅Fe₃Si₈O20(OH)₂·4H₂O + 2H₂O                  |
| Sense nom (silicat hidratat de Na-Ca-Fe) | NaCa(Fe2+,Al,Mn)₅[Si₈O19(OH)](OH)₇·5H₂O + 2H₂O |
| Windhoekita                              | Ca₂Fe3+2,67[Si₈O20](OH)₄·10H₂O + 2H₂O          |
| Yofortierita                             | Mn₅Si₈O20(OH)₂·8-9H₂O + 2H₂O                   |